# Ekkehard Klug

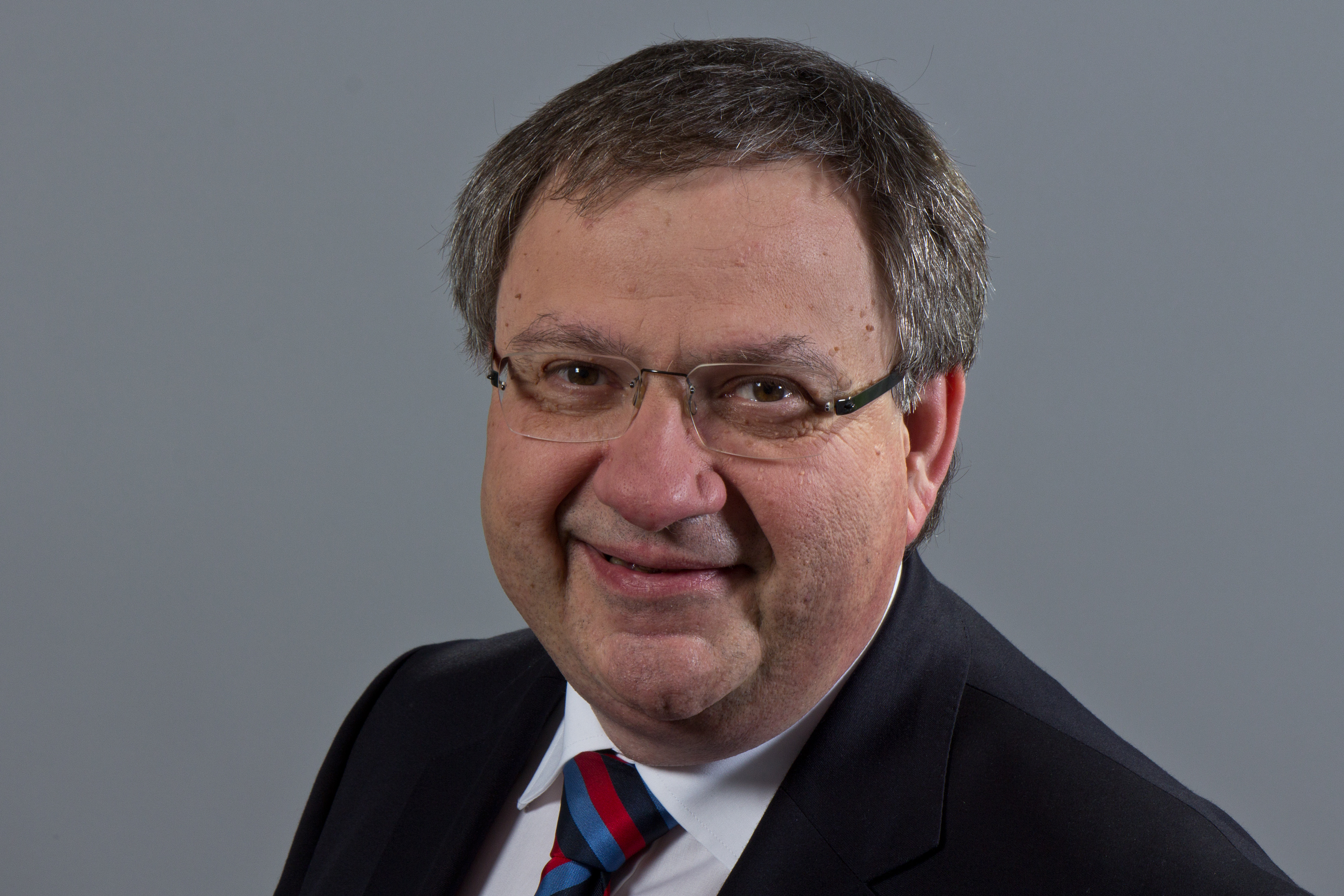
Ekkehard Klug, 2013

Ekkehard Klug (* 3. Juni 1956 in Kiel) ist ein deutscher Politiker (FDP) und Historiker. Er war von 2009 bis 2012 Minister für Bildung und Kultur von Schleswig-Holstein.

## Leben und Beruf
Nach dem Abitur 1974 leistete Klug zunächst seinen Wehrdienst ab und absolvierte dann ab 1976 ein Studium der Osteuropäischen Geschichte, der Neuen und Mittleren Geschichte, der Soziologie und der Slawistik an der Christian-Albrechts-Universität Kiel. 1983 erfolgte hier seine Promotion zum Dr. phil. mit der Arbeit Das Fürstentum Tver’ (1247–1485) – Aufstieg, Selbstbehauptung und Niedergang. Er war danach als wissenschaftlicher Mitarbeiter am Seminar für Osteuropäische Geschichte an der Universität Kiel tätig, an der er sich 1991 auch habilitierte.

## Partei
Klug ist seit 1973 Mitglied der FDP. Von September 1989 bis September 1993 war er stellvertretender FDP-Landesvorsitzender in Schleswig-Holstein und 1996 FDP-Spitzenkandidat für die Landtagswahl. Bei der Landtagswahl 2005 war er, im Falle einer FDP-Regierungsbeteiligung, als möglicher Bildungsminister im Gespräch.

## Abgeordneter
Von 1992 bis 2017 war Klug Mitglied des Landtages von Schleswig-Holstein. Hier war er von 1992 bis 1993 zunächst Parlamentarischer Geschäftsführer und nach dem Rücktritt von Wolfgang Kubicki bis zur Landtagswahl 1996 Vorsitzender der FDP-Landtagsfraktion. Von Juni 1996 bis Oktober 2009 war er wieder Parlamentarischer Geschäftsführer der FDP-Fraktion. Von 1992 bis 2009 gehörte Klug dem Bildungsausschuss des Landtages an, dem Europaausschuss von 1995 bis 2009; dort war er seit 2012 stellvertretender Vorsitzender.
Ekkehard Klug zog stets über die Landesliste in den Landtag ein.
Ab dem 27. Oktober 2009 war Klug Landesminister von Schleswig-Holstein für Bildung und Kultur. Mit dem Regierungswechsel zum Kabinett Albig verlor er am 12. Juni 2012 sein Ministeramt.

## Schriften
- Gegen Diktatur und Tyrannis. Ferdinand Tönnies und der Nationalsozialismus. In: Nordfriesland, Bd. 14 (1980), S. 65–71.

- Das Fürstentum Tve’r (1247–1485) – Aufstieg, Selbstbehauptung und Niedergang (= Forschungen zur osteuropäischen Geschichte, Bd. 37). Harrassowitz, Wiesbaden 1985 (zugleich: phil. Diss., Univ. Kiel 1983), ISBN 3-447-02553-0.
- (mit Doris Schellhammer): 40 Jahre Liberalismus in Schleswig-Holstein 1946-1986. Gesellschaft für freiheitliche Politik, Kiel 1986.
- Das „asiatische“ Rußland. Über die Entstehung eines europäischen Vorurteils. In: Historische Zeitschrift, Bd. 242 (1987), S. 265–289.
- „Europa“ und „europäisch“ im russischen Denken vom 16. bis zum frühen 19. Jh. In: Saeculum, Bd. 38 (1987), S. 193–224.
- Wie entstand und was war die Moskauer Autokratie? In: Ekkehard Klug (Hrsg., mit Eckhard Hübner): Zwischen Christianisierung und Europäisierung. Beiträge zur Geschichte Osteuropas in Mittelalter und Früher Neuzeit. Festschrift für Peter Nitsche zum 65. Geburtstag. Steiner, Stuttgart 1998, S. 91–114, ISBN 3-515-07266-7.
- Bildung und Wissenschaft im Ostseeraum. in: Christiana Albertina, Bd. 55 (2002), S. 22–34.
- Ostmitteleuropa – Historiographische Konvention, historische Realität und politisches Selbstverständnis. In: Georg Michels (Hrsg.): Auf der Suche nach eine Phantom? Widerspiegelungen Europas in der Geschichtswissenschaft (= Schriften des Zentrum für Europäische Integrationsforschung, Bd. 42). Nomos, Baden-Baden 2003, S. 155–184, ISBN 3-8329-0317-8.